# Кипилово
Кипѝлово е село в Югоизточна България, община Котел, област Сливен.

## География
Село Кипилово се намира на около 54 km север-северозападно от областния център Сливен, около 17 km западно от общинския център Котел и около 29 km източно от град Елена. Разположено е в северните разклонения на Котленска планина, Източна Стара планина. През селото текат реките Боаз дере и Кючук дере от поречието на Стара река, които се сливат в северния край на Кипилово. На запад тече река Сайганица, водеща началото си от карстов извор в местността Сайганица, която се слива с двете реки близо до селото. Районът е карстов – има 18 пещери и карстови извори.
Климатът е умереноконтинентален; почвите в землището са преобладаващо лесивирани и планосоли.
Надморската височина в центъра на селото е около 430 m.
През Кипилово минава третокласният републикански път III-484, който на изток води до връзка северно от град Котел с второкласния републикански път II-48, а на запад – след дясно отклонение на север към село Боринци, до връзка с второкласния републикански път II-53 и по него на север към село Майско, а на юг към село Стара река.
Землището на село Кипилово граничи със землищата на: село Боринци на север; село Стрелци на североизток; град Котел на изток; село Нейково на югоизток; село Раково на юг; село Стара река на югозапад; село Зайчари на северозапад.
Населението на село Кипилово, наброявало 1405 души при преброяването към 1934 г. и 1660 към 1956 г., намалява до 422 (по служебен документ на НСИ от 2021-12-31) към 2021 г.
При преброяването на населението към 1 февруари 2011 г., от обща численост 569 лица, за 511 лица е посочена принадлежност към „българска“ етническа група, за 33 – към „турска“, за 7 – към „ромска“ и за 18 – „не отговорили“.

## История
Кипилово е в България от 1878 г., след Освобождението. При преброяването на населението през 1881 г. Кипилово е отбелязвано като „градец“, а населението му наброява 2966 души.
Килийно училище в Кипилово има от 1840 г. с пръв учител абаджията Кръстю Христов от село Беброво. През 1865 г. учителят Матей Николов от град Елена превръща училището в светско, въвеждайки обучение по смятане и други науки. През 1882/1883 г. започва строеж на нова сграда, в която обучението се води в отделни класове. През 1920 г. е разкрит първи прогимназиален клас. През периода 1939 – 1946 г. се построява нова училищна сграда. От учебната 1960/1961 г. към училището е открит VIII клас.
Читалището в Кипилово е основано през 1909 г. с име „Наука“. С основаването на читалището е изграден и театрален колектив, чиято първа поставена пиеса е „Многострадална Геновева“. Към 1978 г. е построен нов читалищен дом. От 1982 г. читалището носи името „Анастас Кипиловски“.
Населението на Кипилово се препитава главно от експлоатация на горите и във връзка с това през 1935 г. в селото е създадено общинско ревирно лесничейство като служба за рационално стопанисване и експлоатация на горите. От 1941 г. в резултат на създалата се военновременна обстановка в страната, лесничейството ограничава дейността си изключително върху дърводобива, вследствие възложените големи държавни доставки на дървен материал. Това обстоятелство довежда и промяна в наименованието на лесничейството, което в началото на 1943 г. е преименувано в Общинско горско стопанство. По-късно стопанството се преименува в Кипиловско ревирно лесничейство с много обширен район на стопанисваните гори, като контролира и лова и риболова в района. От 1948 г. лесничейство се преобразува в Държавно горско стопанство. От 1999 г. стопанството е преструктурирано в Държавно лесничейство – Кипилово и „Сайганица“ ЕАД – Кипилово. От 2005 г. лесничейството е влято в Държавната дивечовъдна станция „Котел“.
На 7 декември 2006 към Кипилово е присъединено обезлюденото село Птичари.

## Обществени институции
Село Кипилово към 2023 г. е център на кметство Кипилово.
В село Кипилово към 2023 г. има:
- действащо читалище „Анастас Кипиловски – 1909“;[16][17]
- действащо общинско основно училище „Свети свети Кирил и Методий“;[18]
- православна църква „Свети пророк Илия“;[19]
- пощенска станция;[20]
- целодневна детска градина „Детелина“.[21]

## Редовни събития
Празник на селото е Илинден (по стар стил – 2 август). Празничните дати за селото се определят няколко месеца предварително, като се избират съботата и неделята по-близки до 2 август.
Празнуват се и:
- Бабинден – ежегодно;
- Лазаровден;
- Седмица на гората – в местността „Сайганица“, където има обособен горски кът.

## Други
Дърводобивът е основа на поминъка в селото. Дървеният материал се изнася предимно за Гърция.
Река Сайганица до извора ѝ е отклонена с цел създаване на рибарник.
Слабо е развито животновъдството – предимно малки стада от кози, овце и крави.

## Природни и културни забележителности
Край селото се намират останките от стените и сводовете на слабопроучената крепост от римско време, наречена днес Кипилово кале, служела някога за преден щит пред варварските нашествия от север. Градежът е смесена зидария и на места стига до 6 – 7 метра височина. Най-ранна датировка на крепостта – III в.
Крепостта Кипилово кале се намира на 3 км югоизточно от с. Кипилово, на връх Хисарлъка. Има формата на неправилен трапец и огражда площ от около 8000 m². От дебелите 2,5 м крепостни стени е запазено немалко, като на места те се издигат до 8 – 10 м височина. Запазени са и три от входовете на крепостта, а в източната ѝ част се намира 12-метровият водоснабдителен кладенец. По характерния градеж археолозите са определили, че крепостта е построена в края на VІ в. от римляните, с цел защита от нахлуващите от север варварски племена и вероятно е просъществувала до края на Второто българско царство.
Близо до селото има и няколко пещери.
В центъра на Кипилово има паметник и възпоменателни плочи на Анастас Кипиловски.